# Зелёный Берег
Зелёный Берег — посёлок в Кадуйском районе Вологодской области.
Входит в состав Никольского сельского поселения, с точки зрения административно-территориального деления — в Никольский сельсовет.
Расположен на правом берегу реки Андога. Расстояние по автодороге до районного центра Кадуя — 28 км, до центра муниципального образования села Никольское — 4 км. Ближайшие населённые пункты — Никольское, Смешково, Стан.

## История
В 1966 г. указом президиума ВС РСФСР поселок Андогского дома инвалидов переименован в Зелёный Берег.

## Население
| 2010 |
| ---- |
| 38   |